# Corrida Internacional de São Silvestre de 1992
A Corrida Internacional de São Silvestre de 1992 foi a 68ª edição da prova de rua, realizada no dia 31 de dezembro de 1992, no centro da cidade de São Paulo, a largada aconteceu as 17h00m, a prova foi de organização da Fundação Cásper Líbero.
Os vencedores foram o queniano Simon Chemwoiywo e a mexicana María Del Carmen Díaz.

## Percurso
Largada: Av. Paulista 900 - Edifício Cásper Líbero - Descida pela Rua da Consolação Chegada: Av. Paulista 900 - Edifício Cásper Líbero - Subida pela Brig. L. Antônio, com 15.000 metros.

## Resultados

#### Masculino
- 1º Simon Chemwoiywo (Quênia) - 44m08s

#### Feminino
- 1º María Del Carmen Díaz (México) - 54m00s

#### Participações
- Participantes:10.000 atletas
- Chegada: 4690 atletas.[3]

## Ligações Externas
- Sítio Oficial (em português)